# Altopiano di Chiavano

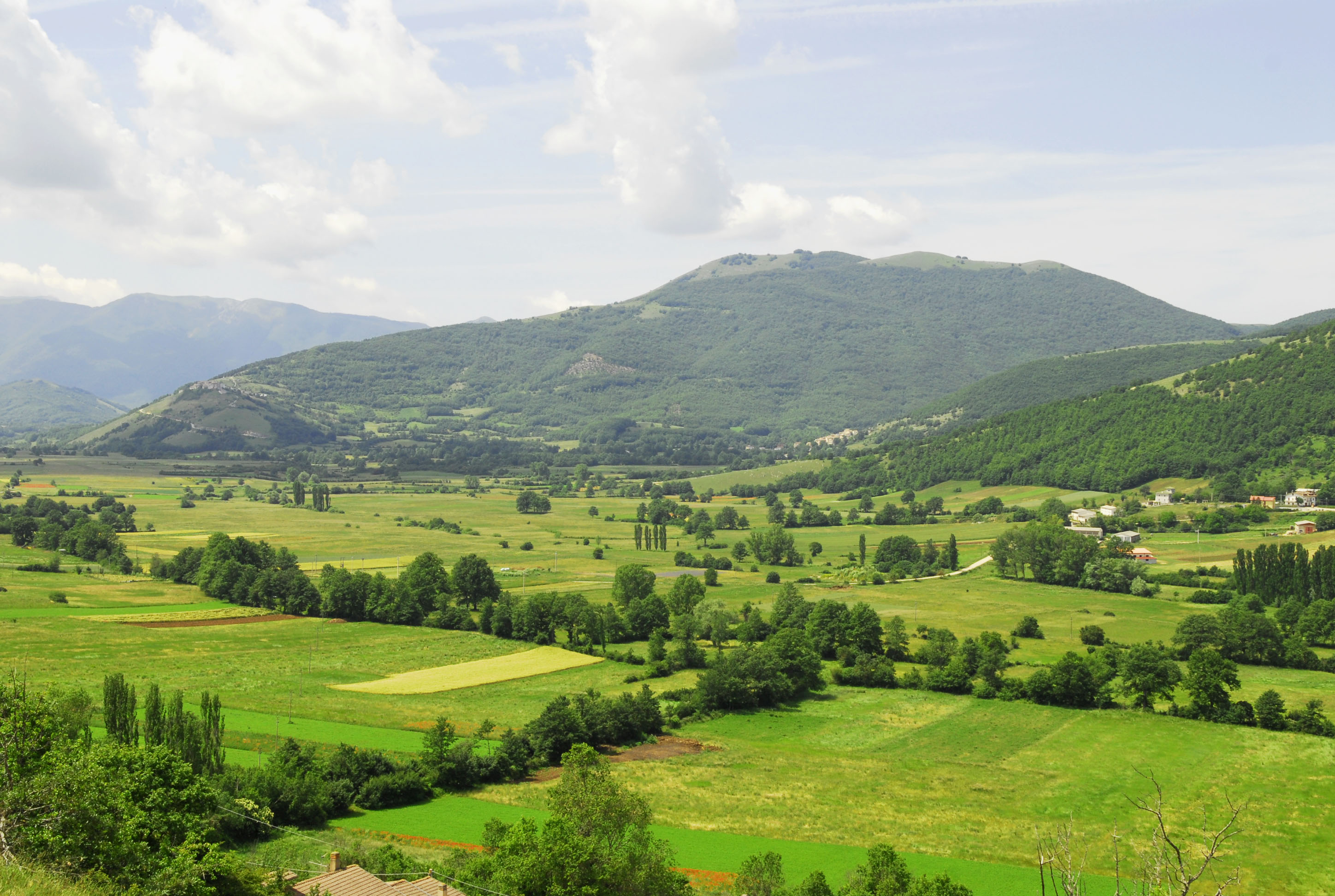
Panorama dell'altopiano

L'altopiano di Chiavano è situato tra Umbria e Lazio. Fa parte del comune di Cascia e segnò il confine fra lo Stato Pontificio e il Regno delle Due Sicilie fino al 1860. Dà il nome all’area un antico castello medievale che sovrasta l’area dalla cima di un colle arrotondato. Ripidi versanti delimitano l’ampio fondovalle, su cui sorgono dei piccoli borghi quali Villa San Silvestro e Buda da un lato, Trognano e Coronella dall’altro. Testimonianze storiche attestano che queste zone furono frequentate dall’orso bruno e dal cervo. 
L'altopiano di Chiavano fu in epoca romana importante punto di passaggio per i commerci e per i transiti verso la Capitale dell’Impero. In questo sito, nella frazione di Villa San Silvestro, tra il 1920 e il 1930, scavi condotti al di sotto della chiesa fecero riemergere preziosi frammenti di un grande tempio romano risalente al III secolo d.C.